# AN Большой Медведицы
AN Большой Медведицы (лат. AN Ursae Majoris) — двойная звезда  в северном циркумполярном созвездии Большой Медведицы. Переменная звезда, давшая название классу переменных звёзд типа AN Большой Медведицы, блеск меняется от 14,90 до 20,2. Даже в момент наибольшего блеска звезда недоступна для наблюдения невооружённым глазом. По данным о годичном параллаксе получена оценка расстояния от Солнца, равная 1050 световым годам.
Спектрально-двойная звезда с одинарными линиями (линии второго компонента не наблюдаются), орбитальный период равен 1,92 часа, орбита тесная круговая. Пара образует затменно-двойную звезду, блеск меняется периодически от 14,9 до 20,2 звёздной величины. Этот объект наряду с AM Геркулеса определяют класс катаклизмических переменных, известных как поляры. Двойная система состоит из маломассивного белого карлика с сильным магнитным полем, взаимодействующего с маломассивной звездой главной последовательности, заполнившей свою полость Роша. Вещество перетекает со звезды главной последовательности вдоль линий магнитного поля на магнитные полюса белого карлика, создавая эмиссионные линии. Магнитное поле белого карлика обладает индукцией 35,8 МГс.